# Seznam avstrijskih arheologov
Seznam avstrijskih arheologov.

## A
- Leopold Ackermann
- Wilhelm Alzinger

## B
- Anton Bammer
- Otto Benndorf
- Manfred Bietak
- Eugen Bormann

## E
- Markus Egg
- Fritz Eichler

## G
- Franz Glaser
- Johann Evangelist Graus (konservator)
- Paul Gleischer
- Anton Gnirs

## H
- Franz Hauslab
- Rudolf Heberdey

## K
- Ernst Kalinka
- Felix Philipp Kanitz
- Josef Keil
- Wilhelm Klein

## M
- Arthur Mahler
- Harald Meller

## N
- Georg Niemann (nem.-avstrij.); arhitekt

## P
- Carl Patsch (češ.-avstr.)
- Kamilo Prašnikar
- Anton von Premerstein

## R
- Simon Reinisch?

## S
- Balduin Saria
- Johann Gabriel Seidl
- Wilfried Seipel (egiptolog)
- Franz Studniczka

## W
- Otto Walter